# Petrus Hofstede (politicus)
Petrus Hofstede (Doornik, 14 april 1755 - Groningen, 14 april 1839) was een Nederlands politicus.
Petrus Hofstede, zoon van Wolter Hendrik Hofstede en Maria Cos, studeerde Romeins en hedendaags recht aan de toenmalige Hogeschool van Groningen. Hij promoveerde aldaar in 1776. Zijn vader was secretaris van het bestuur van het Landschap Drenthe en was de initiatiefnemer tot de aanleg van het Asserbos.

## Biografie
Petrus Hofstede vestigde zich als advocaat te Assen en maakte daar ook deel uit van de gemeenteraad in de periode van 1793 tot 1795. Na het vervullen van diverse juridisch bestuurlijke functies werd hij in 1807 landdrost van Drenthe en in 1810 bekleedde hij dezelfde functie in Overijssel.
Na de annexatie van het Koninkrijk Holland door Frankrijk in 1810 was hij van 1811 tot 1813 prefect van het Franse departement Monden van de IJssel. Een groot deel van zijn bestuurlijke carrière (van 1814 tot 1831) was hij gouverneur van Drenthe. In die functie werd hij getypeerd als een autoritair bestuurder, die echter wel Assen tot culturele bloei wist te brengen. Hij woonde op het landgoed Vredeveld te Assen. Bekend waren de door hem gegeven luisterrijke feesten en diners. Bij de Drentse bevolking was hij echter niet erg geliefd.
In 1809 zorgt hij ervoor de koning Lodewijk Napoleon zijn stad Assen bezoekt, wat grote gevolgen heeft gehad voor de ontwikkeling van deze stad. Het leverde Assen onder andere stadsrechten op.
In 1815 werd hij buitengewoon lid van de Staten-Generaal der Verenigde Nederlanden voor de provincie Drenthe voor de behandeling van de ontwerp-grondwet.
Hofstede was ridder in de Orde van de Unie, ridder in de Orde van de Reünie en commandeur in de Orde van de Nederlandse Leeuw.
Petrus Hofstede trouwde op 5 maart 1782 met Susanna Christina Kymmell, dochter van de landschrijver Jan Kymmell en Johanna Oldenhuis. Zij hadden tien kinderen. Hun oudste zoon Wolter Hendrik Hofstede (1783-1850) was lid van de Tweede Kamer der Staten-Generaal. Hofstede en zijn vrouw werden begraven op de Noorderbegraafplaats in Assen.

## Varia
In 1995 werd de stichting De Hofstede in Assen opgericht, die is bedoeld om mensen met een grote afstand tot de arbeidsmarkt te laten doorstromen naar regulier werk via een tijdelijke werkplaats. Deze stichting is naar Petrus Hofstede genoemd vanwege zijn betekenis voor de sociale en culturele ontwikkeling van Assen.
Ook is er in Assen een straat naar Petrus Hofstede vernoemd.
Het portret van Petrus Hofstede en dat van zijn vrouw hangt in het Drents Museum, in het Ontvangershuis.
- Biografisch Portaal: 60879242
- International Standard Name Identifier: 0000 0003 9180 1462
- Base Léonore: LH//1305/53
- Nederlandse Thesaurus van Auteursnamen: 068279485
- Parlement.com: vg09llpradvx
- Virtual International Authority File: 285708833
- WorldCat: E39PBJrWyKbPxwDtqXBhW9c773